# Rosyjska Grupa Wojsk w Chinach
Rosyjska Grupa Wojsk w Chinach (ros. Русская Группа войск в Китае) – związek taktyczny złożony z Białych Rosjan w składzie wojsk chińskich militarystów w latach 30. XX wieku

## Historia
W 1923 r. pojawił się pomysł utworzenia oddziału wojskowego złożonego z białych Rosjan w składzie wojsk gubernatora Mandżurii marszałka Zhanga Zuolina. Było to związane z konfliktem z gen. Feng Yuxiangiem, zwanym chrześcijańskim generałem. Pomysł zaakceptowali rosyjscy oficerowie służący w sztabie wojsk marsz. Zhanga Zuolina. Jego realizacja została powierzona gen. Michaiłowi M. Plieszkowowi, dowodzący podczas I wojny światowej I Syberyjskim Korpusem Strzeleckim. Funkcję szefa sztabu objął płk W.S. Siemionow. Oddział miał składać się z trzech batalionów i pododdziału gospodarczego. W tym celu zostało zwerbowanych ok. 300 Rosjan służących w straży leśnej. Podpisywali oni 6-miesięczne kontrakty na służbę wojskową. Jednakże formowanie oddziału zostało szybko wstrzymane z powodu podpisania traktatu pokojowego pomiędzy oboma militarystami. Rosyjscy żołnierze zostali rozpuszczeni do domów po wypłacie 1-miesięcznego żołdu. Do pomysłu powrócono w listopadzie 1924 r., co było związane z wybuchem wojny koalicji marszałków Centralnych Chin z Zhangiem Zuolinem. Jego wojskami dowodził gen. Zhang Zongchang. W jego sztabie i oddziałach służyło wielu rosyjskich doradców wojskowych spośród białych wojskowych. Wydał on rozkaz sformowania Rosyjskiej Grupy Wojsk, co realizował płk W.A. Czechow (mianowany generałem). Początkowo został sformowany Samodzielny Oddział Rosyjski, przemianowany wkrótce na 1 Brygadę (104 i 105 Pułki Piechoty) w składzie 1 Armii Wojsk Mukdeńskich. Na czele brygady stanął gen. Konstantin P. Nieczajew. Szefem sztabu został płk W.A. Czechow. W dokumentach chińskich jednostkę nazywano Zagranicznym Legionem. Chrzest bojowy Rosjanie odbyli podczas walk na północ od Szanghaju. Działając na prawej flance Armii Mukdeńskiej, ok. 200 niedostatecznie uzbrojonych Rosjan (dwie kompanie, pododdział karabinów maszynowych i granatników), wspartych 2 działami płk Kostrowa, okrążyli nieprzyjacielskie wojska marszałka Wu Peifu, co doprowadziło do ich kapitulacji. Wkrótce do dotychczasowych rosyjskich oddziałów dołączyła 3 kompania, sformowana w Harbinie, dowodzona przez gen. Mielnikowa. Ponadto utworzono pociąg pancerny, którego załogą komenderował rtm. Bukas. Wkrótce powstał dywizjon złożony z 6 pociągów pancernych, dowodzony przez płk. Kostrowa. Na pocz. stycznia 1925 r. Rosjanie zajęli Tianjin. W tym czasie do sztabu gen. Zhanga Zongchanga przybył b. minister Przymorza z okresu rosyjskiej wojny domowej Nikołaj D. Mierkułow, który objął funkcję starszego doradcy politycznego. Jego pomocnikiem został płk M.A. Michajłow. Wkrótce potem utworzono 1 szwadron Dywizjonu Konnego, zaś z Tianjinu przybył 2 szwadron, złożony z Kozaków syberyjskich pod dowództwem płk. Razmazina. Na czele dywizjonu stanął płk Biertieniew. 17 stycznia 1925 r. w walkach o jedno z miast zginął dowódca batalionu strzeleckiego gen. Mielnikow, którego funkcję objął płk Stiekłow. Następnego dnia zginął jeszcze gen. Zołotariew, oficer do specjalnych poruczeń w sztabie Rosyjskiej Grupy Wojsk. 3 lutego zakończyły się działania wojenne. W poł. kwietnia w jej skład weszła nowo sformowana 5 kompania. Rosjan skierowano do Tianfu na odpoczynek i przeformowanie. Utworzono z nich dwa pułki: 105 Samodzielny Pułk Zbiorczy i Samodzielny Pułk Konny. Tworzyły one Awangardową Grupę Wojsk marszałka Zhanga Zuolina. Ponadto wydzielono dywizjon pociągów pancernych i podporządkowano bezpośrednio marszałkowi Zhang Zongchangowi. Od 21 października 1925 r. uczestniczyła ona w kolejnym konflikcie zbrojnym z wojskami marszałka Sun Chuanfanga. Na pocz. listopada tego roku doszło do zagłady dywizjonu pociągów pancernych. Podczas próby wydostania się z okrążenia zostały zniszczone 4 pociągi: "Pekin", "Tai Shan", "Shandong" i "Henan". Zginął dowódca dywizjonu gen. Kostrow, zaś ok. 300 Rosjan dostało się do niewoli, po czym zostali brutalnie zatłuczeni na śmierć bambusowymi pałkami. W innym boju zginął dowódca pułku konnego płk Bietieniew. Podczas walk o Tianjin został ciężko ranny gen. K.P. Nieczajew (życie uratowała mu amputacja obu nóg). W styczniu 1926 r. kolejną stratę poniósł mocno osłabiony dywizjon pociągów pancernych, kiedy w walkach o stację Machang, na południe od Tianjinu, zginął jego nowy dowódca gen. Czechow. Kampania zakończyła się zdobyciem Pekinu w kwietniu 1926 r. Łączne straty Rosjan wyniosły ok. 1 tys. ludzi zabitych i rannych. Awangardowa Grupa Wojsk została przemianowana w 65 Dywizję. W jej skład wszedł nowo sformowany Oddział Specjalnego Przeznaczenia. Wkrótce na jej bazie z dodaniem dwóch oddziałów pociągów pancernych i innych mniejszych oddziałów utworzono Rosyjską Grupę Wojsk marszałka Zhang Zuolina. Na jej czele stanął marszałek Zhang Zongchang, zaś jego zastępcą został N. D. Mierkułow. Funkcję szefa sztabu pełnił płk M.A. Michajłow. Pod koniec 1927 r. została ona przemianowana na 109 Samodzielną Brygadę pod dowództwem gen. Sidemonidze. Oddział pociągów pancernych rozwinięto do wielkości dywizji, a na jego czele stanął gen. W.A. Czechow. Pułk Konny został przeformowany w 1 Samodzielną Ochronną Brygadę Konną. W jego skład wchodziły 2 i 4 Pułki Konne oraz Konno-Górska Bateria artylerii. Dowódcą brygady był gen. W.S. Siemionow. Poza tym Rosyjska Grupa Wojsk miała: oddział instruktorski (szkoła wojskowa), 120-osobową sotnię konwojową (osobista ochrona marszałka Zhang Zongchanga), komendanturę, etapy i 7 Pułk Specjalny (trzy kompanie strzeleckie, kompania grenadierów, karabinów maszynowych, saperów i gospodarcza, bateria artylerii i szwadron kawalerii), składający się z ok. 450 Rosjan i Chińczyków, a także eskadrę lotniczą. W sztabach chińskich 107, 108 i 109 Dywizji służyli rosyjscy oficerowie. Tworzone były też rosyjskie struktury szkolne w celu przygotowania młodszych oficerów. Od marca 1925 r. przy sztabie 63 Dywizji działał oddział dowódczy, szkolący młodszych oficerów. W czerwcu tego roku została z niego wydzielona samodzielna kompania junkierska pod dowództwem płk. N.N. Nikołajewa, a następnie kpt. Rusina, którą umiejscowiono w mieście Jinan. Liczyła 87 ludzi. Od jesieni uczestniczyła ona w działaniach wojennych. Jesienią 1926 r. została zlikwidowana, a junkrzy, mianowani podporucznikami, przeszli do innych rosyjskich oddziałów. W miejsce tych oddziałów z inicjatywy N.D. Mierkułowa w Jinanie powstał Szantuński Instruktorski Oddział Wojskowy w składzie kompanii szkolnej pod dowództwem płk. I.W. Kobyłkina. Istniał on do 1928 r. Na pocz. 1928 r. rosyjskie oddziały przeszły reorganizację. 105 i 106 Pułki Piechoty, wchodzące w skład 109 Samodzielnej Brygady, zostały przekształcone w samodzielny batalion, 1 Samodzielna Ochronna Brygada Konna w składzie 2 i 5 Pułków Konnych została zmniejszona, utworzono wojenno-instruktorską szkołę, resztki dywizjonu pociągów pancernych podzielono na dwa oddziały, rozformowano sztaby, kadry szkoły instruktorskiej i centra administracyjne (etapy). Zostały one podporządkowane gubernatorowi gen. Li Dinlinowi. Ich zadaniem była ochrona linii kolejowych i walka z hunhuzami, czyli chińskimi bandytami, działającymi na pograniczu chińsko-sowieckim. Przez cały okres istnienia rosyjskich oddziałów wojskowych w składzie wojsk marszałka Zhang Zuolina osłabiały ich działalność liczne konflikty wśród wyższej kadry oficerskiej, niedotrzymywanie warunków kontraktów wojskowych rosyjskich żołnierzy przez Chińczyków, co powodowało nasilającą się dezercję oraz niedostateczne wyposażenie i uzbrojenie oddziałów. Ponadto walka w imię obcych interesów i bardzo duże straty wojenne Rosjan doprowadziły do znacznego spadku ich morale, a wręcz demoralizacji niektórych oddziałów. Szerzyło się pijaństwo, hazard i samobójstwa. Pewną rolę odegrało też oddziaływanie sowieckich szpiegów, którzy potęgowali patologie. Po śmierci marszałka Zhang Zuolina w zorganizowanej przez Japończyków katastrofie kolejowej 4 czerwca 1928 r., a następnie rozbiciu wojsk marszałka Zhang Zongchanga przez połączone siły komunistów i Kuomintangu pod koniec 1928 r., Rosyjska Grupa Wojsk została rozbrojona przez rządowe oddziały chińskie. Wielu oficerów zostało ograbionych, a następnie odesłanych do Harbina i zwolnionych. Rosyjskie oddziały wojskowe w coraz bardziej zmniejszającym się stanie liczebnym istniały jeszcze do pocz. lat 30., kiedy zostały ostatecznie rozpuszczone. Nieliczni pozostali w służbie oficerowie rosyjscy przeszli do rządowych oddziałów chińskich.